# Wojciech Mencel
Wojciech Bernard Mencel ps. „Paweł Janowicz” (ur. 21 maja 1923 w Pabianicach, zm. 13 września 1944 w Warszawie) – polski poeta, kapral podchorąży, powstaniec warszawski.

## Życiorys
Był synem Bernarda (malarza domowego i artystycznego) oraz Salomei de domo Malinowskiej. Rodzina mieszkała w Pabianicach przy ulicy Krótkiej 5. Uczęszczał do Szkoły Podstawowej nr 1 (ulica Kościuszki), a potem do Państwowego Gimnazjum im. Śniadeckich. 
Od 1937 mieszkał z rodziną w Warszawie, przy Nowym Świecie. W 1941 zdał tajną maturę w Liceum im. Stefana Batorego (wcześniej uczył się też w III Miejskim Gimnazjum). Podczas okupacji niemieckiej pracował jako stróż nocny na placu węglowym Krasnodębski i Rowiński w rejonie ulicy Żelaznej, a równolegle studiował na tajnych kompletach filologii polskiej na Uniwersytecie Warszawskim i w podchorążówce. Należał także do redakcji konspiracyjnego miesięcznika literackiego „Sztuka i Naród”, później był członkiem redakcji pisma „Droga”, należał do drużyny piłkarskiej klubu „Błysk” (m.in. 12 lipca 1944 wyróżniał się brawurowymi atakami w meczu z drużyną Sin w Zgorzałej). Był uczestnikiem szkolenia przyszłej obsługi propagandowo-prasowej powstania organizowanego przez Biuro Informacji i Propagandy Armii Krajowej.
Podczas powstania warszawskiego żołnierz Armii Krajowej. Był wtedy dowódcą patrolu megafonów nr 6 Biura Informacji i Propagandy Komendy Głównej Armii Krajowej. Odwiedzał skupiska uchodźców z Woli i Śródmieścia, odcinki frontu i bunkry. Prowadził audycje informacyjne, przekazywał wiadomości z nasłuchu radiowego, nadawał publicystykę, wiersze i muzykę z płyt. Zginął w 44. dniu powstania – 13 września, w rejonie ulicy Marszałkowskiej, gdy wyszedł po wodę do studni. Strzelił do niego niemiecki snajper, ale strzał nie był śmiertelny. Zmarł kilka godzin później w szpitalu przy ulicy Lwowskiej pod opieką matki i siostry Janiny Jędrykównej.
Poeta Mieczysław Ubysz ps. „Wik” napisał wiersz Sąd Boży dedykowany Wojciechowi Menclowi. Maciej Józef Kononowicz przechowywał napisane przez niego wiersze (w tym poemat „Przed Świtem”), dzięki czemu przetrwały wojnę, ale zachowały się tylko w rękopisach i maszynopisach. Jego „Utwory zebrane” wydano w 2020 z inicjatywy Muzeum Literatury w Warszawie i Instytutu Polonistyki Stosowanej Uniwersytetu Warszawskiego.

## Rodzina
Miał dwie siostry: Krystynę (ur. 1921) i Wiesławę (ur. 1927).